# Боария
Боария е малко входно преддверие във възрожденската къща с разпределително и ветробранно предназначение, водещо от чардака към стаите.
Боарията, брашненика и къщито образуват характерното за разложката възрожденска къща ядро. В някои къщи може да има една, две или три боарии. Среща се в някои случаи срещу вратата в боарията да е разположено мястото за закачване на менците (водникът). В по-развитите планови схеми боарията е само преддверие.